# Ботгоршек, Франц
Франц Ботгоршек (нем. Franz Botgorschek; 23 мая 1812, Вена — 22 апреля 1882, Гаага) — австрийский флейтист. Брат певицы Каролины Ботгоршек.

## Биография
Учился в Венской консерватории у Фердинанда Богнера, позднее занимался у Алоиса Хирша. С 1830 г. играл в оркестре Йозефштадт-театра, в 1833 г. дебютировал как солист и провёл первые германские гастроли. В 1834—1837 гг. в оркестре Кернтнертор-театра, в труппе которого пела его сестра. В 1838—1839 гг. выступал в Берлине, в частности вместе со скрипачом Иоганном Реммерсом.
С 1839 г. жил и работал преимущественно в Нидерландах. Преподавал в Гаагской консерватории, был придворным музыкантом Виллема III. Выступил организатором серии концертов в курхаусе Схевенингена, участвовал в них как солист и дирижёр.
Кавалер Ордена Дубовой короны (1869) и Ордена Вазы (1871).